# Държавно устройство на Тувалу
Тувалу е парламентарна монархия в състава на Британската общност съгласно конституцията от 1978 година. Държавен глава е кралицата на Великобритания, представена от генерал-губернатор.

## Законодателна власт
Парламентът на Тувалу се състои от 15 депутати, избрани пропорционално за срок от 4 години.

## Съдебна власт
Съдебната система на страната е независима, състояща се от Върховния съд и 8 островни съдилища. Решенията на Върховния съд може да се обжалват пред Апелативния съд на Фиджи.